# Infinite (альбом Эминема)
Infinite (с англ. — «Бесконечный») — дебютный студийный альбом американского рэпера Эминема, изданный 12 ноября 1996 года на лейбле Web Entertainment. Это первый релиз, записанный Маршаллом Мэтерсом под псевдонимом Eminem (до этого он выступал под псевдонимом M&M). Альбом был записан на студии Bassmint Productions, принадлежащей Bass Brothers. В записи приняли участие Proof, Mr. Porter, Eye-Kyu, Three и Thyme. Альбом был выпущен только на кассетах и виниле. 17 ноября 2016 года, через пять дней после 20-летия с даты выпуска альбома, Эминем выпустил ремикс-версию одноимённого заглавного трека и опубликовал её на своём YouTube-канале.
В отличие от последующих работ Эминема, тираж Infinite оказался ничтожно маленьким — было выпущено всего тысяча копий. Точное число продаж Infinite неизвестно. Альбом также оказался практически полностью проигнорирован слушателями и критиками, а хип-хоп сообщество обвинило Маршалла в копировании стиля других исполнителей жанра.

## Предыстория
В 1992 году Эминем первоначально подписал контракт с FBT Productions, которой руководили братья Джефф и Марк Бассы. Infinite был записан в 1995 году на студии Bassmint Productions, принадлежащей Bass Brothers и выпущен под лейблом Web Entertainment в следующем году.
Ещё во время записи альбома Маршаллу говорили, что его стиль похож на рэперов Nas и AZ. Большая часть Infinite была спродюсирована Mr. Porter. Эминем и Mr. Porter хотели сделать такой альбом, который захотят ставить в эфир радиостанции Детройта, но станции игнорировали Infinite. Критики и слушатели также не уделили альбому внимание, но те, кто всё-таки прослушали пластинку, обвинили Эминема в копирование стиля как раз рэперов Nas и AZ.

## Описание
В содержательном плане альбом явно отличается от всех последующих работ Эминема, в которых преобладают пессимистическое настроение, склонность к насилию, самоирония и большое количество чёрного юмора. На Infinite Эминем рассказывает о проблемах в воспитании своей маленькой дочери, нехватке денег и своем желании разбогатеть. На альбоме практически отсутствуют песни, унижающие женщин, характерные для его последующих работ. Напротив, в песне «Searching» Эминем неоднократно признаётся в тёплых чувствах к своей девушке Кимберли.
Звучание Infinite отличается музыкальным минимализмом, примитивной аранжировкой, но крайне усложнённой рифмовкой. На нём Эминем рифмует такие многосложные слова как «lamination», «intimidator», «telekinesis», «unconditionally» и другие.

## Критика и продажи
Точное количество проданных копий альбома неизвестно. Сам Эминем писал, что продал «где-то 70 копий». Однако некоторые источники пишут, что альбом продался тиражом в несколько сотен экземпляров.
Infinite получил всего несколько оценок и рецензий от музыкальных критиков. Почти все они появились в основном только после того, как Эминем стал известен. AllMusic поставил альбому 2,5 звезды из 5 без рецензии. На выходе альбом не получил признания от детройтского хип-хоп сообщества, а сам Эминем был обвинён в копировании стилей других рэперов. Роб Кеннер из Complex писал, что Маршаллу ещё предстоит поработать над своим стилем, назвав Infinite особо ничем не примечательной работой. Эминем по этому поводу говорил: «В то время я находился под влиянием других исполнителей и мне много раз говорили, что я похож на AZ. На Infinite я хотел найти свой стиль, понять как именно я должен звучать и выступать. Мне казалось, будто Infinite был своего рода демоальбомом, который просто сократили».
В позитивном отзыве от Consequence of Sound альбом описывается как «более подлинный взгляд на раннего Эминема». «Сообразительные рифмы и лирические тексты могут быть похожи только на The Marshall Mathers LP».

## Переиздание
В 2009 году сайт лейбла G-Unit Records Thisis50.com выложил Infinite для свободного скачивания в поддержку к выпуску Relapse.

## Список композиций
| №                   | Название                                             | Продюсер(ы)         | Длительность             |
| ------------------- | ---------------------------------------------------- | ------------------- | ------------------------ |
| 1.                  | «Infinite»                                           | Mr. Porter          | 4:01                     |
| 2.                  | «W.E.G.O.» (interlude) (при участии Proof и DJ Head) | Mr. Porter          | 0:21                     |
| 3.                  | «It’s OK» (при участии Eye-Kyu)                      | Mr. Porter          | 3:29                     |
| 4.                  | «313» (при участии Eye-Kyu)                          | Mr. Porter          | 4:11                     |
| 5.                  | «Tonite»                                             | Mr. Porter          | 3:43                     |
| 6.                  | «Maxine» (при участии Mr. Porter и Three)            | Mr. Porter          | 4:11                     |
| 7.                  | «Open Mic» (при участии Thyme)                       | Mr. Porter          | 4:02                     |
| 8.                  | «Never 2 Far»                                        | Mr. Porter          | 3:38                     |
| 9.                  | «Searchin’» (при участии Eye-Kyu)                    | Mr. Porter          | 3:45                     |
| 10.                 | «Backstabber»                                        | Mr. Porter          | 3:24                     |
| 11.                 | «Jealousy Woes II»                                   | Mr. Porter          | 3:22                     |
| Общая длительность: | Общая длительность:                                  | Общая длительность: | Общая длительность 38:07 |

Список семплирующих композиций
- «Backstabber» — содержит семпл из «Fuckin’ Backstabber» группы Soul Intent и «Jealous» рэпера LL Cool J.
- «Jealousy Woes II» — содержит семпл из «Jealous» рэпера LL Cool J, «The World Is Yours» рэпера Nas и «Butter» группы A Tribe Called Quest.

## Участники записи
| - Эминем — основной артист - Jeff Bass — исполнительный продюсер - Mark Bass — исполнительный продюсер - Mr. Porter — продюсер, приглашённый артист - Slim — сопродюсер - Кевин Вилдер — звукозапись, сведение - Роберт «Flipside» Хэнди — звукозапись, сведение - Proof — музыкальное программирование, приглашённый артист - DJ Head — приглашённый артист - Eye-Kyu — приглашённый артист - Three — приглашённый артист - Thyme — приглашённый артист |